# Aristias microps
Aristias microps är en kräftdjursart som beskrevs av Georg Ossian Sars 1895. Aristias microps ingår i släktet Aristias och familjen Aristiidae. Arten är reproducerande i Sverige. Inga underarter finns listade i Catalogue of Life.